# インサイド・インフォメーション
| 専門評論家によるレビュー | 専門評論家によるレビュー |
| レビュー・スコア         | レビュー・スコア         |
| 出典                     | 評価                     |
| ------------------------ | ------------------------ |
| Allmusic                 | [ 3 ]                    |
| New Musical Express      | 2/10                     |

『インサイド・インフォメーション』（Inside Information）は、アメリカ人とイギリス人によるロック・バンド、フォリナーの6枚目となるスタジオ・アルバムで、1987年12月7日にリリースされた。このアルバムは、Billboard 200アルバム・チャートで15位に初登場し、アメリカでは100万枚を超える売上でプラチナ・アルバムに認定された。どの国のチャートでも上位につけたが、その売上は1981年のアルバム『4』のリリース以降、確実に急落していた。このアルバムは、ルー・グラム、ミック・ジョーンズ、リック・ウィルス、デニス・エリオットという1980年代の中心メンバーが揃った最後のアルバムとなった。
「セイ・ユー・ウィル」はアルバムの最初のシングルとしてリリースされた。オールミュージックは後に、このシングルはバンドの「バランス感覚」の「良い例」であり、「ギター重視の初期の作品スタイルが、エレクトロニクスを前面に押し出して洗練されたアレンジに取って代わられ、ロック・ギターのエッジとルー・グラムの準オペラティックなボーカルが、重厚なチャイム音のレイヤーやさまざまなエレクトロニック・テクスチャーによって和らげられた」と評した。このシングルはBillboard Hot 100で6位に達し、ビルボード・ホット・メインストリーム・ロック・トラック・チャートで4番目の1位というヒットとなり、4週間トップの座を維持した。この曲はドイツでもバンドの3番目に高いチャートイン・ヒットとなり、ドイツでは22位に達し、スイス、オランダ、特にノルウェーでは4位に達した。CDシングルには、この曲のエクステンデッド・リミックス・バージョンが収録されている。
2枚目のシングル「ウィズアウト・ユー」は、Hot 100で5位に達した。これまでの彼らの作品よりも明らかにソフトなこのレコードは、アダルト・コンテンポラリー・チャートで彼らにとって最初にして唯一の1位となった。それ以前には、より刺激的なバラード「ガール・ライク・ユー」と「アイ・ウォナ・ノウ」がそれぞれ5位と3位に達していた。オールミュージックは後に、「最終的に出来上がったものは過去のフォリナーのバラードに見られるような独特なロック・タッチに欠けていたが、ルー・グラムがリード・ボーカルを務め、大げさな演出を避け、感情的だが非常にスムーズな歌唱を披露し、シンセサイザーの音が響き渡り、瞑想的なエレクトリックピアノのリフで肉付けされている」と評した。それでも、この曲はメインストリームのロック・ラジオでチャートインし、最高18位を記録した。Hot 100で5位にランクインしたのは、6枚のシングルの中で最高の成績だったが、その後、より情熱的でテンポの速い曲が続いたにもかかわらず、これが今日まで最後のメジャー・ポップ・ヒットとなっている。
アルバムからの次のシングルは「ハート・ターンズ・トゥ・ストーン」で、これはロック・ラジオ向けの非商業リリースであり、ホット・メインストリーム・ロック・トラック・チャートで7位にランクインしていたが、その数か月後の1988年にHot 100では56位にとどまった。キャッシュボックスは「ハート・ターンズ・トゥ・ストーン」は「コーポレート・ロック」と呼ばれることもあるが、曲としてうまく機能しており、「フォリナーは純粋な独創性を失った分、親しみやすさと明瞭さで勝っている」と述べた。
翌年、ルー・グラムのソロ・アルバムとシングルが成功を果たし、ミック・ジョーンズは自身のアルバムをリリースして、ビリー・ジョエルなどのアーティストのプロデュースを行った。
「アウト・オブ・ザ・ブルー」は、バンドのカタログの中でも、1980年代のクラシック・ラインナップの4人のメンバー全員がクレジットされている唯一の曲として注目された。

## 収録曲
特に表記のない限り、全曲ミック・ジョーンズとルー・グラムによる作曲。
1. ハート・ターンズ・トゥ・ストーン - "Heart Turns to Stone" - 4:10
2. キャント・ウェイト - "Can't Wait" - 4:27
3. セイ・ユー・ウィル - "Say You Will" - 4:12
4. ウィズアウト・ユー - "I Don't Want to Live Without You" (ミック・ジョーンズ) - 4:52
5. カウンティング・エヴリ・ミニット - "Counting Every Minute" - 4:11
6. インサイド・インフォメーション - "Inside Information" (ジョーンズ) - 4:09
7. ビート・オブ・マイ・ハート - "The Beat of My Heart" - 5:10
8. フェイス・トゥ・フェイス - "Face to Face" - 3:53
9. アウト・オブ・ザ・ブルー - "Out of the Blue" (ジョーンズ、ルー・グラム、リック・ウィルス、デニス・エリオット) - 4:42
10. ナイト・トゥ・リメンバー - "A Night to Remember" - 4:07

## パーソネル
- ルー・グラム (Lou Gramm) - リード・ボーカル、パーカッション
- ミック・ジョーンズ (Mick Jones) - ギター、キーボード、バック・ボーカル
- リック・ウィルス (Rick Wills) - ベース、バック・ボーカル
- デニス・エリオット (Dennis Elliott) - ドラム

### アディショナル・ミュージシャン
- ピータ＝ジョン・ヴェテッセ (Peter-John Vettese) - キーボード
- トム・ベイリー (Tom Bailey) - キーボード (4)
- ケヴィン・ジョーンズ (Kevin Jones) - シンクラヴィア
- ヒュー・マクラッケン (Hugh McCracken) - スパニッシュギター (7)
- サミー・メレンディーノ (Sammy Merendino) - エレクトリック・パーカッション
- マーク・リヴェラ (Mark Rivera) - サクソフォーン (1)、バック・ボーカル
- イアン・ロイド (Ian Lloyd) - バック・ボーカル

## チャート
| チャート (1987年–1988年)                     | 最高位 |
| -------------------------------------------- | ------ |
| Australia Albums (Kent Music Report)         | 33     |
| カナダ (RPM)                                 | 23     |
| オランダ (MegaCharts)                        | 26     |
| Finnish Albums (The Official Finnish Charts) | 1      |
| ドイツ (Offizielle Top 100)                  | 7      |
| Japanese Albums (Oricon)                     | 9      |
| ノルウェー (VG-lista)                        | 5      |
| スウェーデン (Sverigetopplistan)             | 11     |
| スイス (Schweizer Hitparade)                 | 7      |
| UK アルバムズ (OCC)                          | 64     |
| US Billboard 200                             | 15     |

| チャート (1988年)                  | 順位 |
| ---------------------------------- | ---- |
| German Albums (Offizielle Top 100) | 43   |
| US Billboard 200                   | 47   |

## 認定
| 国/地域                    | 認定     | 認定/売上数 |
| -------------------------- | -------- | ----------- |
| ドイツ (BVMI)              | Gold     | 250,000^    |
| スイス (IFPI Switzerland)  | Gold     | 25,000^     |
| イギリス (BPI)             | Silver   | 60,000^     |
| アメリカ合衆国 (RIAA)      | Platinum | 1,000,000^  |
| ^ 認定のみに基づく出荷枚数 |          |             |